# Dimeracris prasina
Dimeracris prasina är en insektsart som beskrevs av Niu, Y. och Z. Zheng 1993. Dimeracris prasina ingår i släktet Dimeracris och familjen gräshoppor. Inga underarter finns listade i Catalogue of Life.